# エルンスト・ヤーコプ・オッペルト

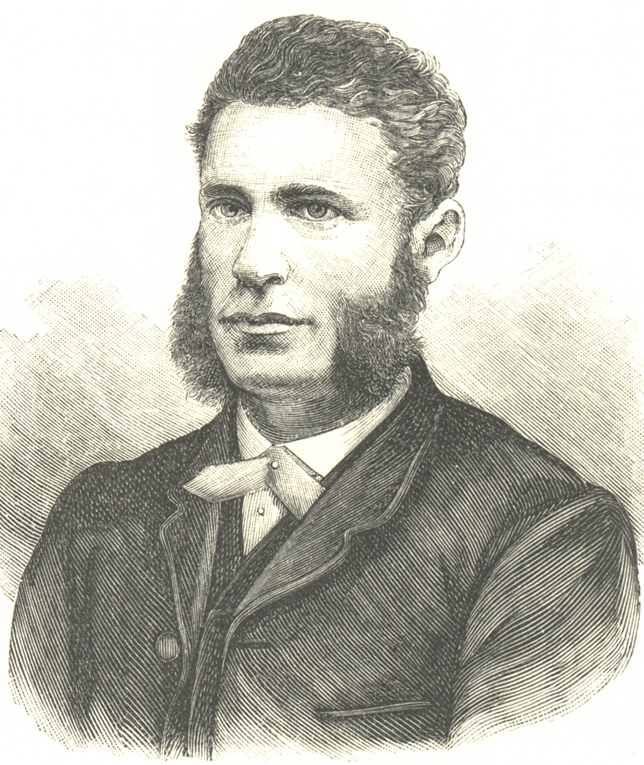
エルンスト・ヤーコプ・オッペルト

エルンスト・ヤーコプ・オッペルト（Ernst Jakob Oppert、1832年12月5日 - 1903年9月19日）は、ドイツのユダヤ系（当時のドイツ連邦、後にドイツ帝国）の実業家。1867年に、朝鮮の貿易障壁を除くために興宣大院君の父親（南延君）の遺骸を墓所から持ち去って恐喝しようとし、失敗したことで知られる（オッペルト事件）。

## 生涯
エルンストはハンブルクで、裕福なユダヤ系の銀行家の家庭に生まれた。2人の兄弟、ユリウスとグスタフはドイツの代表的な東洋学者となり、エルンスト自身は1851年に香港で貿易業を始めた。その会社が1867年に破産した頃、エルンストは当時厳しい鎖国政策を執り、西洋人にとって閉ざされた市場だった朝鮮との交易に興味を抱いた。
ある訪問の際、エルンストはスタニスラス・フェロン (Stanislas Féron) というフランスの宣教師に会い、貿易のために開国するよう脅すべく、興宣大院君（当時の国王高宗の実父で摂政を務め朝鮮の実質的な統治者であった）の父親の遺骨を掘り出し、朝鮮より持ち去る計画を立てた。彼らはアメリカ人フレデリック・H・B・ジェンキンス (Frederick Henry Barry Jenkins) の資金と手を借りて、1868年4月30日に出発した。彼らは墓所にたどり着いて発掘を試みたが、遺骸を覆う巨大な切り石に阻まれて、目的を達することができなかった。帰路、彼らは朝鮮の兵士と戦うこととなり、一行は朝鮮から逃げ出す羽目となった。この事件は朝鮮人を激昂させ、外国人との交易をより遠ざけるものとなった。
エルンストはドイツへ戻り、その後ずっと目立たない実業家としての生を送った。幾つかの出典によると、彼がこの重大な盗掘事件を起こした咎により、数か月間服役したと主張している。1880年、彼は『禁断の国 朝鮮への船旅』（ドイツ語: Ein verschlossenes Land. Reisen nach Corea, 英語: A Forbidden Land: Voyages to the Corea） と題した一冊の本を出版した。それはライプツィヒのブロックハウス (Brockhaus) より出版され、英語にも翻訳された。その中で、朝鮮の地理歴史、文化、政治制度と対外関係について詳述した。
とりわけ、清の朝鮮に対する宗主国が全面的なものであったとする従来の通説に対しては、古くて誤ったものとして反駁し、過去においても中国の宗主権は形式的なものであり、特別に規定された権利のみに限定されるものであったと主張し、冊封体制も久しい以前に姿を消したと断言している。また朝鮮の開港とそれをとりまく西洋列強の角逐が始まったことにふれ、ロシアの保護国化となることが朝鮮にとって好ましいと提言している。政治機構については議政府や六曹、三司（司憲府・司諫院・弘文館）、暗行御史についても仔細に述べ、衙前などの地方官吏や陸・水軍についても詳しく書いている。また国内は鉱物資源が豊富に埋蔵されていることも指摘している。治安は安定しており、殺人や窃盗などの凶悪犯罪は少ないと見ている。

## 家族・親族
- 兄：ジュール・オッペールも東洋学者。
- 兄：グスタフ・オッペルト

## 関連書籍
- 服部之総 『黒船前後・志士と経済 他十六篇』〈岩波文庫〉岩波書店、1981年。うち一篇「撥陵遠征隊」。著作権切れの作品として、ネット上で読むことができる（外部リンクを参照）。
- 姜在彦 『朝鮮近代の風雲誌』〈青丘文化叢書〉青丘文化社、2000年。ISBN 978-4879240835。うち一篇「第二部 西洋との出会いと衝撃 E・オッペルトのこと-南延君墓盗掘未遂事件」。
- 金学俊「西洋人の見た朝鮮」金容権 訳 山川出版社 2014年